# Araneus kapiolaniae
Araneus kapiolaniae is een spinnensoort in de taxonomische indeling van de wielwebspinnen (Araneidae).
Het dier behoort tot het geslacht Araneus. De wetenschappelijke naam van de soort werd voor het eerst geldig gepubliceerd in 1900 door Eugène Simon.